# Apraxie
Als Apraxie (gr. ἀπραξία „Untätigkeit“) bezeichnet man eine Störung der Ausführung willkürlicher zielgerichteter und geordneter Bewegungen bei intakter motorischer Funktion. Es liegt weder eine Lähmung noch eine Ataxie vor. Unwillkürliche Bewegungen können koordiniert ausgeführt werden. Betroffen sind die Mimik (Apraxie des Gesichts), die Sprache (Apraxie der Sprechwerkzeuge) und/oder die Gestik bzw. der Gebrauch von Werkzeugen (Extremitäten-Apraxie).
Ursachen für diese Störung sind Hirnschädigungen meist der sprachdominanten Großhirnhälfte (bei 95 % der Rechtshänder und 70 % der Linkshänder ist dies jeweils die linke Hirnhälfte). Häufigste Ursache ist ein Schlaganfall; andere wichtige Ursachen können aber auch Hirntumoren, Demenz, Multiple Sklerose, Enzephalitis oder Alkoholismus sein.

## Einteilung der Apraxie
Die Unterscheidung der verschiedenen Apraxie-Formen ist umstritten und folgt hier der systematischen Einteilung von 1908 nach Hugo Liepmann. Die grobe Einteilung kann in motorische und visuell-konstruktive Apraxien geschehen; die motorischen Apraxien lassen sich weiter in ideomotorische und ideatorische Apraxien einteilen. Die motorischen Apraxien treten meist nach Schädigungen der sprachdominanten Gehirnhälfte auf, während die visuell-konstruktive Apraxie eher bei Schädigungen der nicht-sprachdominanten Seite zu beobachten ist.

### Ideomotorische Apraxie
Die ideomotorische Apraxie, auch ideokinetische Apraxie genannt, tritt meist bei Schädigung der sprachdominanten Gehirnhälfte auf. Der genaue Ort der Schädigung liegt entweder in den motorischen Assoziationszentren und/oder in den Verbindungsfasern derselben und/oder den die Gehirnhälften verbindenden Kommissurenfasern.
Es kommt zu falschen Ausdrucksbewegungen und Gesten. Ausdrucksformen werden falsch verwendet. Handlungsabläufe können nicht mehr nachgeahmt werden. Sichtbar wird diese Apraxie-Form vor allem bei der Aufforderung zum pantomimischen Imitieren, z. B. auch in der Physiotherapie oder Sprechtherapie. Auf der anderen Seite kommt es zu Perseverationen. Der Betroffene wiederholt immer wieder dieselben Handlungsabläufe, die er einmal erfasst hat. Bei dieser Form wird der Handlungsplan als geschädigt betrachtet, im Gegensatz zur ideatorischen Apraxie, bei der Einzelbewegungen gelingen. 
Die Schädigung mehr zum Scheitel hin führt eher zu einer Extremitäten-Apraxie mit Erhaltung der Gestik. Die Läsion im linken Frontallappen hat eher eine buccofaziale (Gesicht und Mimik betreffende) Apraxie zur Folge, wohingegen Extremitäten-Bewegungen tendenziell weniger Defizite anzeigen.
Durch sensorische Rückkopplung gelingt oft eine gute Kompensation. Die Durchführung von Physiotherapie, Ergotherapie und Logopädie ist für einen günstigen Therapieverlauf entscheidend.

### Ideatorische Apraxie
Die (seltenere) ideatorische Apraxie tritt ebenfalls meist bei Schädigung der sprachdominanten Gehirnhälfte auf. Der genaue Ort der Schädigung liegt im temporo-parietalen Assoziationskortex.
Es wird ein gestörtes Handlungskonzept angenommen, das es den Patienten unmöglich macht, Einzelbewegungen zu einer Handlung zusammenzusetzen. Den Betroffenen scheint der Sinn einzelner Handlungen nicht einzuleuchten, weshalb sie Bewegungsabläufe nicht initiieren können oder sofort wieder abbrechen.
Trotz völlig intakter Muskulatur und Bewegungskoordination sind Betroffene unfähig, einen Schlüssel aus der Tasche zu ziehen und ihn in ein Schlüsselloch zu stecken. Der Betroffene versucht beispielsweise zuerst irgendetwas ins Schlüsselloch zu stecken, sucht dann den Schlüssel, findet aber die Tasche nicht usw. Patienten mit dieser Störung sind oft auch nicht in der Lage, sich korrekt anzuziehen, und ziehen beispielsweise die Unterhose über die Straßenhose.
Die Störung ist sehr alltagsrelevant und führt zu einer erheblichen Behinderung. Besonders in diesem Fall ist die Durchführung von Physiotherapie, Ergotherapie und Logopädie für einen günstigen Therapieverlauf entscheidend.

### Konstruktive Apraxie
Diese Apraxie tritt meist bei Schädigung der nicht-sprachdominanten Gehirnhälfte auf. Der genaue Ort der Schädigung liegt im parietalen Assoziationskortex an der Stelle visuo-motorischer Verknüpfung.
Es kommt zur Unfähigkeit, geometrische Gebilde korrekt zu erfassen und nachzuzeichnen.

### Andere Formen von Apraxie
Diese Liste ist nicht auf Vollständigkeit überprüft.
Bukkofaziale Apraxie und Sprechapraxie
Die Apraxie der Gesichtsmuskulatur (bukkofaziale Apraxie) kann neben Koordinationsdefiziten der mimischen Muskulatur auch zu einer Störung des willkürlichen Augenschlusses (Lidapraxie) führen. Störungen der Programmierung der Sprechbewegungen werden als Sprechapraxie bezeichnet. Die Sprechapraxie (engl. Apraxia of Speech) tritt meist in Verbindung mit Aphasien auf (vor allem bei sog. Broca-Aphasie [in älterer Literatur auch unter „motorischer Aphasie“ geführt]). Die Ursachen sind wie bei Aphasien vielfältig. Meistens liegen cerebro-vaskuläre Störungen (Durchblutungsstörungen) oder traumatische Einwirkungen (Blutungen, Unfälle, Operationstraumen) vor. Bei der Sprechapraxie beobachtet man Störungen in den Bereichen Artikulation (segmentale Symptomatik), Prosodie (suprasegmentale Symptomatik) und Sprechverhalten. Abzugrenzen (Differentialdiagnose) ist die Sprechapraxie von aphasisch-phonologischen Störungen und der Dysarthrie. Die Behandlung der Sprechapraxie erfolgt zum Beispiel bei klinischen Sprechwissenschaftlern/Linguisten, Logopäden und anderen Therapeuten. Forschungen aus der Linguistik (Patholinguistik, Psycholinguistik, Phonetik …) streben an, Modelle über die genaue Struktur und Organisation des Sprechvorgangs zu entwerfen. Zurzeit gibt es wenige bis keine wissenschaftlich fundierten Behandlungskonzepte für die Sprechapraxie.
Frontale Gangapraxie
Die Betroffenen stolpern über ihre eigenen Füße, gehen breitbeinig und unsicher. Wenn man ihnen dann eine leichte Führung gibt, zum Beispiel auch durch ein Hilfsmittel wie einen Rollator, gehen sie nicht selten fast normal.
Gliedkinetische Apraxie (innervatorische Apraxie)
Mit dieser Apraxie wird der Verlust der Finger- und Handgeschicklichkeit bezeichnet. Dies geht auf eine Störung präziser und koordinierter Bewegungen zurück und mit der Unfähigkeit, Finger einzeln zu bewegen, einher.
Gliedapraxie
Taktile Apraxie
Visuo-motorische Apraxie

## Allgemeine Symptome der Apraxie
Typisch für apraktische Störungen sind ungeschickt ausprobierende Bewegungen. Die Betroffenen haben Schwierigkeiten, zwischen den Objekten und ihren eigenen Körperteilen zu unterscheiden. Sie versuchen beispielsweise, statt des Schlüssels ihren Finger ins Schlüsselloch zu stecken oder sich mit dem Finger statt der Zahnbürste die Zähne zu putzen.
Erhalten bleiben meist Reflexbewegungen und lange angelernte Bewegungen wie z. B. Händedrücken, Ausdrucksbewegungen wie Lachen und Weinen und Mitbewegungen wie z. B. das Mitschwingen der Arme beim Gehen.

## Historisches
Bereits im 19. Jahrhundert wurde der Begriff Apraxie von dem englischen Neurologen John Hughlings Jackson verwendet. Hugo Liepmann systematisierte die verschiedenen Apraxie-Formen zu Beginn des 20. Jahrhunderts. Seitdem unterscheidet man zwischen den motorischen (ideomotorische und ideatorische) Apraxien und der konstruktiven Apraxie.